# Milman Parry
Milman Parry (Oakland, 1902 – Los Ángeles, 1935) fue un filólogo estadounidense, creador de la teoría de la composición oral formular de las epopeyas antiguas.

## Biografía
Parry estudió en la Universidad de California, donde obtuvo el título de bachiller de letras y el de maestro de lo mismo. En 1924 fue a París para continuar sus estudios; durante su primer año allí se dedicó a aprender bien el francés y luego inició el doctorado. En 1928 obtuvo el título de doctor en letras por la Sorbona con una tesis titulada L'épithète traditionnelle chez Homère (El epíteto tradicional en la obra de Homero), fundando así lo que se llamaría en lo sucesivo la teoría de la composición oral y formular de la poesía épica antigua, fundándose en parte en las teorías de Eric A. Havelock. El propósito de la tesis de Parry era analizar la función de epítetos épicos homéricos como "Néstor, el viejo conductor de carros","Aquiles el de los pies ligeros", "Diomedes, domador de caballos" y otros muchos que esmaltaban el texto y se repetían con intrigante regularidad, hasta el punto de que muchos críticos los consideraban interpolaciones que entreveraban el verdadero texto original. Para Parry tales epítetos poseían una función bien marcada como útiles de trabajo para el aedo cantor de los poemas, permitiéndole construir la narración a su gusto y al de los asistentes y, como sospechaba Havelock, dándoles tiempo para ayudarles a recordar los pasajes.
Parry volvió a los Estados Unidos y enseñó en la Drake University y luego en Harvard. Durante 1933, 1934 y 1935, con el patronazgo del Consejo Americano de Sociedades Científicas y por consejo del lingüista Antoine Meillet, que había dirigido su tesis doctoral en París, Parry se esforzó en probar en la práctica sus teorías con ayuda de su colega Albert Lord; para ello, partió a la región de Novi Pazar (Serbia), en el actual Kosovo, a comienzos del verano de 1933. Permaneció allí también durante el curso 1934-1935. En ese lugar fue donde aconteció, en 1389, la famosa batalla de Kosovo entre las tropas cristianas albano-serbias del príncipe Lazar y las turcas del sultán Murad I que dio origen a grandes epopeyas recitadas por cantores a menudo analfabetos, pero capaces de construir poemas de algunos millares de versos gracias al llamado "estilo formular". Parry y Lord constataron que, cada ciertas tiradas, las modificaciones aportadas por los guslari o cantores serbios eran fundamentales y poseían las funciones que habían determinado; además, Parry y Lord se apercibieron de que el aprendizaje de la lectura hubiera privado a los guslari de este tipo de talento poético mnemotécnico. Siguiendo el ejemplo de Matija Murko, Parry registró algunos cientos de epopeyas, actualmente conservadas en la Biblioteca Widener de Harvard. 
La muerte prematura a causa de un disparo de rifle, le impidió proseguir sus revolucionarios trabajos, que hicieron avanzar el estudio de las epopeyas orales y resultaron fundamentales para aclarar y apaladinar la llamada Cuestión homérica, pero Albert Lord los continuó algo más. Los trabajos de Parry fueron reimpresos en 1971 por su hijo Adam con el título The Making of Homeric Verse: The Collected Papers of Milman Parry.

## Obra
- PARRY, Adam (editor): The Making of Homeric Verse: The Collected Papers of Milman Parry. New York & Oxford, Oxford University Press, 1987.